# Forca Palomba
Forca Palomba è un rilievo dei monti Ernici, nel Lazio,  nella provincia di Frosinone, nel comune di Veroli.